# برت هالیستر
برت هالیستر (انگلیسی: Brett Hollister; ۱۹ may ۱۹۶۶ (۵۸ سال) – ) اهل نیوزیلند بود.
وی در مسابقات کشوری و بین‌المللی در مجموع برندهٔ ۱ مدال طلا، ۱ مدال برنز شده‌است.